# Kirti Nidhi Bista
Kirti Nidhi Bista (Nepali कीर्तिनिधि विष्ट; * 15. Januar 1927 in Thamel, Kathmandu; † 11. November 2017 in Gyaneshwar, Kathmandu) war ein nepalesischer parteiloser Politiker, der von 1969 bis 1970, zwischen 1971 und 1973 sowie erneut von 1977 bis 1979 Premierminister von Nepal war.

## Leben und Karriere
Bista wurde 1962 von Premierminister Tulsi Giri als Minister für Bildung, Transport und Telekommunikation erstmals in eine Regierung berufen und bekleidete dieses Ministeramt bis 1964. Zugleich übernahm er 1963 von Tulsi Giri auch erstmals das Amt des Außenministers, das er bis zu seiner Ablösung durch Gehendra Bahadur Rajbhandari 1968 ausübte. Daneben war er 1965 kurzzeitig Minister für Landwirtschaft und Landreformen  sowie zwischen 1965 und 1968 stellvertretender Premierminister in der Regierung von Premierminister Surya Bahadur Thapa.
Am 7. April 1969 löste Bista schließlich Surya Bahadur Thapa als Premierminister von Nepal ab und bekleidete dieses Amt bis zu dessen Abschaffung am 13. April 1970. Zugleich übernahm er in seinem Kabinett zwischen 1969 und 1970 auch das Amt des Finanzministers. Nachdem am 14. April 1971 das Amt des Premierministers wieder eingeführt wurde, übernahm Bista dieses erneut und hatte es bis zu seiner Ablösung durch Nagendra Prasad Rijal am 16. Juli 1973 inne. In seiner Regierung bekleidete er ferner von 1971 bis 1972 wieder das Amt des Außenministers, woraufhin Gyanendra Bahadur Karki sein Nachfolger wurde. Zudem fungierte er in seinem Kabinett zwischen 1971 und 1973 in Personalunion auch als Finanzminister sowie als Verteidigungsminister.
Bista war als Nachfolger von Tulsi Giri vom 12. September 1977 bis zu seiner Ablösung durch Surya Bahadur Thapa am 30. Mai 1979 zum dritten Mal Premierminister. Zuletzt übernahm er 1979 von Krishna Raj Aryal wieder kurzzeitig auch das Amt des Außenministers.
Während der abermaligen Vakanz des Amtes des Premierministers fungierte Bista vom 1. Februar 2005 bis 25. April 2006 als stellvertretender Vorsitzender des Königlichen Rates der Minister.